# خارج از حصار
خارج از حصار (به انگلیسی؛ Outside the Wire) یک فیلم علمی تخیلی آمریکایی محصول سال ۲۰۲۱ به کارگردانی میکل هوفسترم است. در این فیلم آنتونی مکی (که به عنوان تهیه‌کننده فیلم نیز فعالیت دارد) در نقش یک افسر اندروید بازی می‌کند که با یک خلبان هواپیمای بدون سرنشین (دامسون ایدریس) برای جلوگیری از یک فاجعه جهانی کار می‌کند. امیلی بیچام، مایکل کلی و پیلو اسبک نیز از دیگر بازیگران می‌باشند. این فیلم توسط کمپانی نتفلیکس در ۱۵ ژانویه ۲۰۲۱ منتشر شد.

## خلاصه داستان
در آینده‌ای نزدیک (۲۰۳۶)، یک هدایتگر پهپاد و یک سرباز سایبورگ با یکدیگر تیمی تشکیل می‌دهند تا جلوی یک حملهٔ هسته‌ای را بگیرند.

## مشروح داستان
در سال ۲۰۳۶، جنگ داخلی میان جدایی‌طلبان طرفدار روسیه و نیروهای مقاومت در اوکراین باعث می‌شود ایالات متحده پس از شکست مداخلهٔ سازمان ملل، نیروهای حافظ صلح خود را به منطقه اعزام کند. در یکی از عملیات‌ها، گروهی از تفنگداران دریایی آمریکا و ربات‌های نظامی موسوم به «گامپ» (G.U.M.P) به کمین دشمن می‌افتند. ستوان «توماس هارپ»، خلبان پهپاد، برخلاف دستور فرماندهی، موشک «هِلفایر» را به سوی سکوی پرتاب دشمن شلیک می‌کند؛ این اقدام به مرگ دو تفنگدار که در منطقهٔ هدف قرار داشتند می‌انجامد، اما جان فرمانده گروه و ۳۸ سرباز دیگر را نجات می‌دهد. در نتیجهٔ این سرپیچی، هارپ به خدمت رزمی در پایگاه ناتانیل، مرکز عملیاتی آمریکا در اوکراین، منتقل می‌شود.
در آن‌جا، هارپ مأمور همکاری با «کاپیتان لئو» می‌شود، یک اندروید بسیار پیشرفته و آزمایشی که در ظاهر یک افسر انسانی است. این موضوع را تنها هارپ و فرمانده پایگاه، سرهنگ «اکهارت» می‌دانند. مأموریت آن‌ها به ظاهر رساندن واکسن به یک اردوگاه پناهندگان است، اما در واقع هدفشان جلوگیری از دستیابی تروریستی به نام «ویکتور کووال» به شبکه‌ای از سیلوهای پرتاب موشک هسته‌ای دوران جنگ سرد است.
در مسیر، آن‌ها به گزارشی دربارهٔ حمله به یک کامیون کمک‌رسانی پاسخ می‌دهند که منجر به درگیری میان تفنگداران آمریکایی و غیرنظامیان مسلح محلی می‌شود. پس از آن‌که یک گامپ به سوی مردی که سنگ پرتاب کرده بود شلیک می‌کند، لئو با واگذار کردن محمولهٔ کامیون به مردم، ماجرا را آرام می‌کند. با این حال، نیروهای شورشی طرفدار روسیه به محل حمله می‌کنند و درگیری شدیدی رخ می‌دهد. در نتیجه، لئو و هارپ مجبور می‌شوند ادامهٔ مسیر به اردوگاه را پیاده طی کنند.
در اردوگاه، یک شورشی به آن‌ها تیراندازی می‌کند و شماری از غیرنظامیان را می‌کشد. لئو شورشی را شکنجه می‌دهد و سپس او را به خشم جمعیت واگذار می‌کند تا کشته شود. سپس، آن‌ها با «سوفیا»، یکی از رهبران مقاومت، دیدار می‌کنند. او آن‌ها را به یک دلال اسلحه می‌برد که مکان گاوصندوق حاوی رمزهای پرتاب موشک را می‌داند. لئو و هارپ به بانک می‌روند، اما نیروهای کووال که شامل گامپ‌های ساخت روسیه هستند، سر می‌رسند. در تیراندازی میان گامپ‌های آمریکایی و روسی، هارپ شماری از غیرنظامیان را نجات می‌دهد و لئو موفق به به‌دست‌آوردن رمزها می‌شود، اما کووال را پیدا نمی‌کند. حملهٔ پهپادی فرماندهی، بانک و چند ساختمان دیگر را نابود می‌کند، و فرماندهان نظامی گمان می‌برند که کووال و لئو هر دو کشته شده‌اند.
اما لئو دوباره با هارپ ملاقات می‌کند و فاش می‌سازد که نقشهٔ خودش را دنبال می‌کرده و با فریب دادن هارپ توانسته از نظارت نظامی بگریزد. او هارپ را بی‌هوش کرده و در کنار جاده رها می‌کند تا افراد سوفیا او را بیابند. لئو سپس با کووال دیدار می‌کند تا رمزها را به او بدهد، اما وقتی کووال از دادن دسترسی به سیلوی موشکی در یک نیروگاه هسته‌ای متروکه روسی امتناع می‌کند، او را می‌کشد. هارپ، سوفیا و اکهارت را از نیت لئو آگاه می‌کند و آن‌ها درمی‌یابند که لئو قصد دارد موشک‌های هسته‌ای را به سمت آمریکا شلیک کند تا از جنگ‌های آینده جلوگیری کند.
هارپ داوطلب می‌شود تا وارد سیلو شود. او موفق می‌شود لئو را غیرفعال کند، اما پیش از آن، لئو پرتاب چهار موشک را آغاز می‌کند و توضیح می‌دهد که هدفش این بوده که پروژهٔ سربازان اندرویدی با شکست مواجه شود، چون باور دارد حذف انسانیت به جنگ‌های بی‌پایان می‌انجامد. هارپ پیش از پرتاب موشک‌ها از سیلو فرار می‌کند و حملهٔ پهپادی، سیلو و لئو را نابود می‌کند. او در نهایت مورد تحسین اکهارت قرار می‌گیرد و به او گفته می‌شود که به ایالات متحده بازخواهد گشت.

## تولید
این فیلم در ژوئن ۲۰۱۹ با اعلام نام آنتونی مکی به‌عنوان بازیگر و تهیه‌کننده، و میکائیل هافستروم به‌عنوان کارگردان معرفی شد. دامسون ادریس و امیلی بیچام نیز یک ماه بعد به جمع بازیگران پیوستند. مایکل کلی و پیلو آسبوک هم بعداً برای حضور در این فیلم قرارداد امضا کردند.

### فیلمبرداری
فیلمبرداری در اوت ۲۰۱۹ در حوالی بوداپست آغاز شد و هشت هفته به طول انجامید.

## انتشار فیلم
خارج از حصار توسط نتفلیکس در ۱۵ ژانویه ۲۰۲۱ به صورت دیجیتالی منتشر شد.